# シドリー山
シドリー山（シドリーさん、英: Mount Sidley）は、南極大陸西南極のマリーバードランドに位置する楯状火山である。活火山ではないものの、火山としては南極大陸の最高峰である。

## 概要
南極大陸のほぼ西経126度線に沿って数個の火山が連なるエグゼクティブ・コミッティー山脈に属する山で、標高は4,285mに及び、山脈内では最も規模の大きい山である。火山は570万年前の鮮新世初期に形成され始め、420万年前に活動を終えたと考えられている。山を囲む氷床は海抜2,100mに達し、直径5km、深さ1,200mに及ぶ馬蹄形の特徴的なカルデラを有している。カルデラからは南東方面にかけてパークス氷河が流れ出ている。山は1934年11月18日にアメリカ合衆国の海軍少将であったリチャード・バードによって南極探検隊の調査飛行中に発見され、探検隊への支援者であったウィリアム・ホーリックの娘であるマベル・E・シドリーに因んで命名された。大陸最高峰の火山という位置付けではあるものの、近辺に観測基地が存在せずアクセスが困難であることから、観測基地（マクマード基地）が存在するロス島のエレバス山と異なり認知度は高くない。

## 登頂
シドリー山の初登頂は1990年1月11日、ニュージーランド人のビル・アトキンソンによるもので、アメリカ合衆国南極プログラムの科学調査隊の支援のもとで行われた。

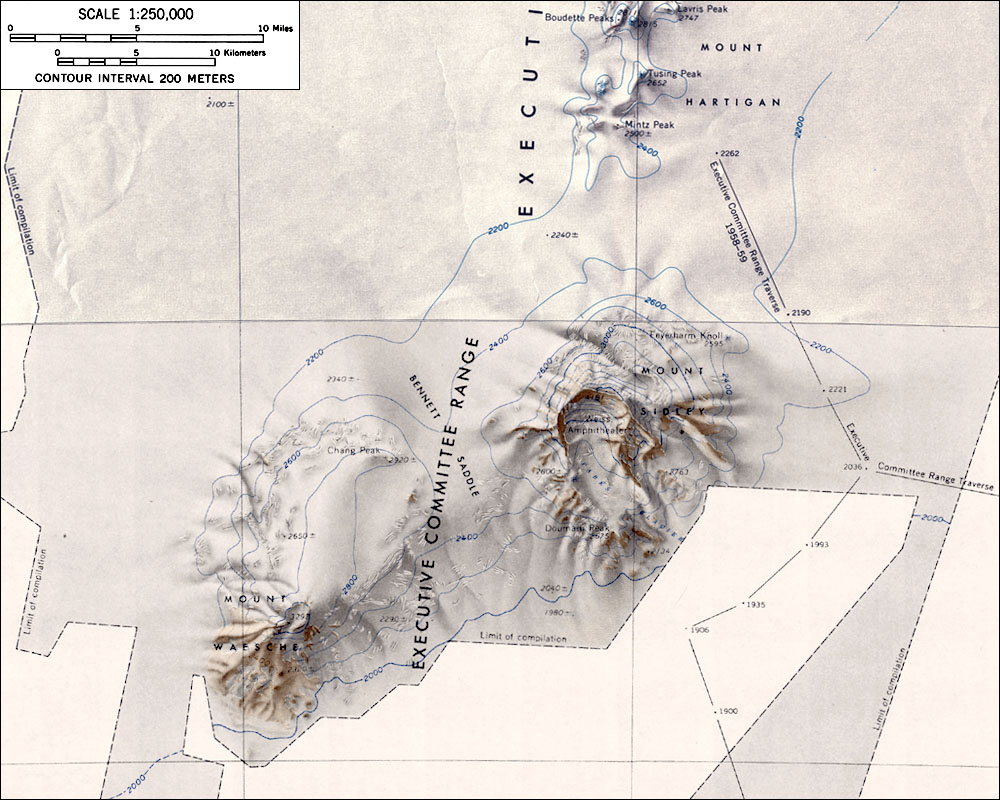
シドリー山と周辺の地形図